# Doporučovací systém
Doporučovací systém je druh systému pro filtrování informací, který se snaží predikovat ohodnocení nebo preferenci, kterou by uživatel dal nějaké položce.
Doporučovací systémy se staly běžnými v posledních letech a používají se v řadě aplikací a oblastí. Nejpopulárnější jsou pravděpodobně filmy, hudba, správy, knihy, odborné články, vyhledávací otázky, tagy v sociálních sítích a produkty obecně. Ale jsou i doporučovací systémy hledající experty, vtipy, restaurace, finanční služby, životní pojištění, lidi (v online seznamování) a následníci na Twitteru.